# Doopsgezinde kerk (IJlst)
De doopsgezinde kerk van IJlst is een kerkgebouw in de gemeente Súdwest-Fryslân in de Nederlandse provincie Friesland.

## Beschrijving
De doopsgezinde kerk werd in 1857 gebouwd naar een ontwerp van de Friese architect Meinse Molenaar. De zaalkerk heeft een klokgevel en een driezijdige koorsluiting. In de neoclassicistische ingangsomlijsting staat de tekst: Eenheid in 't nodige - Vrijheid in 't onzekere. In alles de liefde. Het orgel uit 1881 is gemaakt door Bakker & Timmenga. Het kerkgebouw is een rijksmonument.

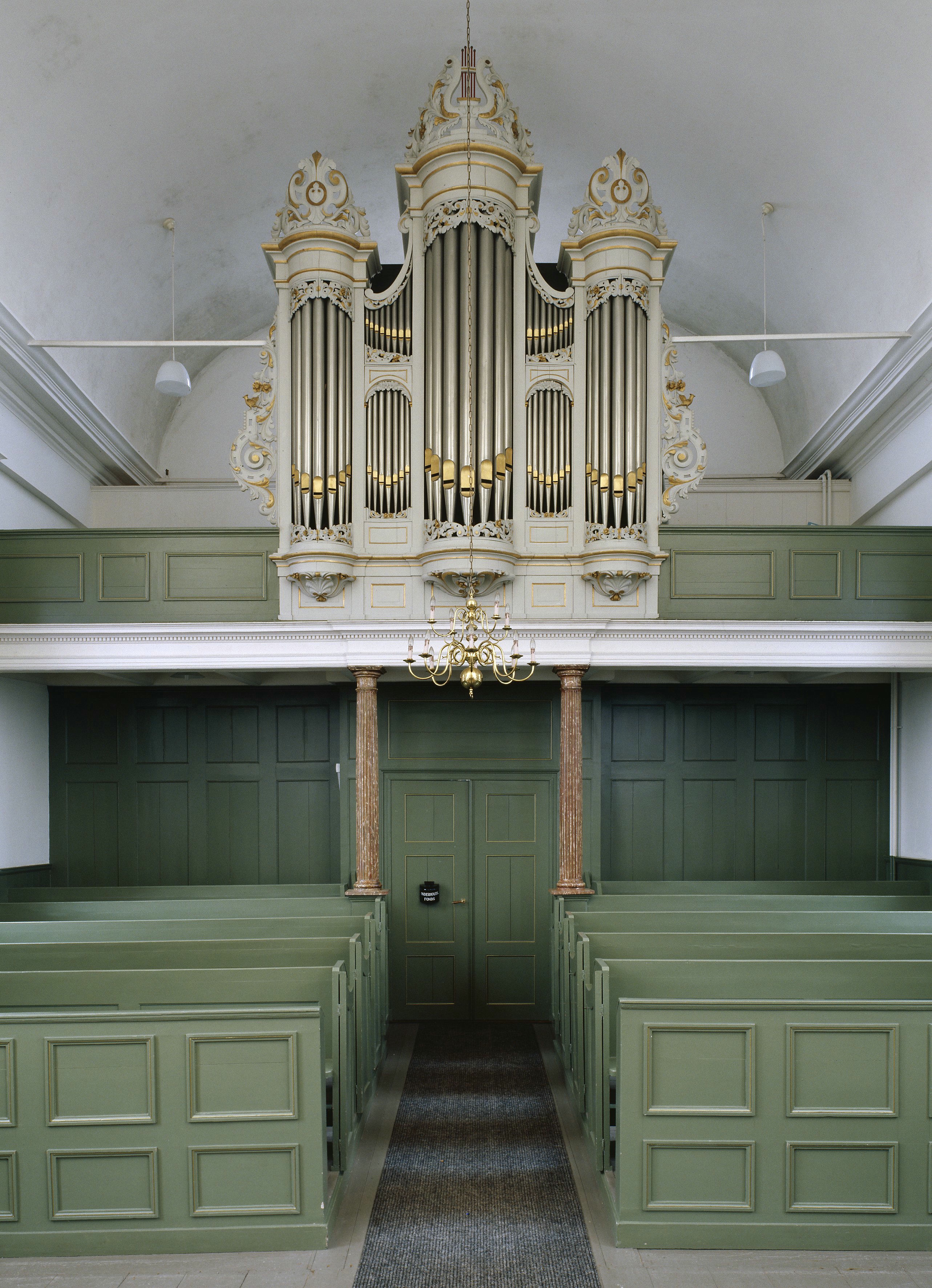
Interieur met orgel (2006)